# Reserva de la biosfera de Calakmul
La Reserva de la Biósfera de Calakmul es un espacio natural protegido mexicano. Fue declarada como reserva de la biosfera de la UNESCO en 1989. Está situada en la península de Yucatán, en el estado de Campeche, formando con la reserva de la biosfera maya un gran continuo de espacios protegidos. En esta reserva se encuentran también las ruinas mayas de Calakmul así como otros yacimientos de la misma cultura.

## Geografía
La reserva se encuentra entre los 260 y los 385 m s. n. m. El clima es cálido, con oscilaciones térmicas anuales reducidas, y con precipitaciones en torno a los 750 mm. Es una zona de rocas calizas jóvenes, con bastante importancia del relieve kárstico. Su topografía es básicamente llana, con valles y vaguadas cársticas donde el terreno se inunda temporalmente, ya que el terreno es muy permeable. Aunque también hay algunas zonas de acumulación permanente de agua, las llamadas aguadas. La escasez de las aguadas, les da un valor ecológico muy grande.

## Biodiversidad
Calakmul es una región de selva tropical que cuenta con una alta diversidad biológica. Se han censado 358 especies de aves, 75 de reptiles, 18 de anfibios, 31 de peces, unas 380 de mariposas y 86 de mamíferos; entre las que destaca el jaguar, que cuenta aquí con una de las mayores poblaciones de Centroamérica.
En cuanto a la flora, se han contabilizado unas 1500 especies de plantas, siendo un 10 % endémicas de la zona. Se encuentran muchas especies con interés económico como la caoba o el chico zapote. La geografía de la región crea pequeñas vaguadas inundables, llamadas akalché en las que surgen otros tipos de plantas como el camalote, los nopales, o el chucum. Son selvas subperennifolias, es decir, donde un porcentaje importante de la vegetación pierde la hoja, pero la mayoría la conserva.